# Écury-le-Repos
Écury-le-Repos är en kommun i departementet Marne i regionen Grand Est (tidigare regionen Champagne-Ardenne) i nordöstra Frankrike. Kommunen ligger i kantonen Vertus som tillhör arrondissementet Châlons-en-Champagne. År 2022 hade Écury-le-Repos 62 invånare.

## Befolkningsutveckling
Antalet invånare i kommunen Écury-le-Repos
| Referens: INSEE |